# دلاور چیمه
دلاور چیمه (به انگلیسی: Dilawar Cheema) یک منطقهٔ مسکونی در پاکستان است.